# Comarca de Vigo
Vigo is een comarca van de Spaanse provincie Pontevedra. De hoofdstad is Vigo, de oppervlakte 613,4 km² en het heeft 413.996 inwoners (2005).

## Gemeenten
O Porriño, Baiona, Fornelos de Montes, Gondomar, Mos, Nigrán, Pazos de Borbén, Redondela, Salceda de Caselas, Soutomaior en Vigo.